# Parafrasi di Sem
(Inizio della Parafrasi di Sem)
La Parafrasi di Sem, anche Sêem o Shem, è un'apocalisse gnostica inclusa nel codice VII (1,1-49,9) della collezione di codici di Nag Hammadi; conservatasi in lingua copta, fu originariamente scritta in greco, e la traduzione attuale presenta dei passi oscuri.
Il testo tratta dell'origine del mondo e della salvezza della gente di Sem (uno dei tre figli di Noè). Sebbene chiaramente di matrice gnostica, ha pochi punti di contatto col resto della letteratura seziana, come appunto il riferimento a Sem e non a Set quale capostipite dell'umanità, e sembra, per alcuni aspetti, più simile alla letteratura manichea, includendo alcuni temi peculiari a questa. La "parafrasi" cui fa riferimento il titolo è solo una parte del testo, un commentario ad una "testimonianza" rivelata a Sem; un titolo più adatto all'intera opera sarebbe stato La Rivelazione (Apocalisse) di Derdekeas a Sem.
L'autore dell'opera è ignoto; la data di composizione è individuabile, in base al contenuto, tra la fine del II e il III secolo, mentre la zona di composizione potrebbe essere la Siria o la Mesopotamia, a causa degli influssi manichei.
Ippolito di Roma cita un testo intitolato Parafrasi di Set, che condivide con il presente la visione di un mondo che ha origine da tre potenze primordiali; a differenza della Parafrasi di Sem, però, la Parafrasi di Set citata da Ippolito è uno scritto di chiara matrice cristiana.

## Piano dell'opera

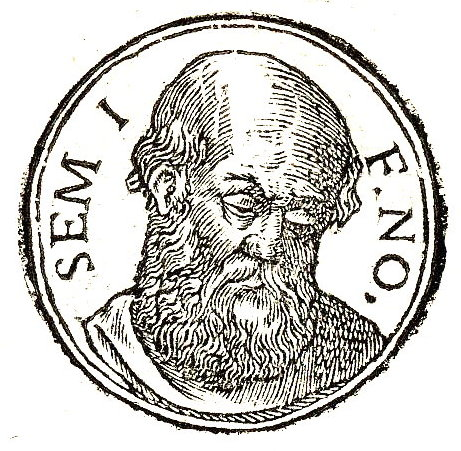
Sem

Si tratta di uno scritto apocalittico che narra dell'ascensione all'apice della creazione (1,5-16) e del ritorno sulla Terra (41,21-42,11) di Sem, rivelata da Derdekeas, «figlio della Luce infinita». Contiene anche una versione propria del Diluvio universale, della distruzione di Sodoma, e del battesimo e risurrezione del Salvatore.
L'opera è strutturata come segue:
1. Titolo e sottotitolo (1,1-4)
2. Ascesa di Sem (1,5-16)
3. Rivelazione di Derdekeas a Sem (1,16-32,27)
  - descrizione dei tre poteri primordiali
  - lotta tra l'Oscurità e Derdekeas
  - concepimento della Natura e creazione del mondo
  - persecuzione di Sem e della sua razza attraverso il diluvio e la Torre di Babele
  - Sem diffonde i suoi insegnamenti tra i giusti di Sodoma
  - battesimo e incatenamento del mondo da parte del demone Soldas
  - rivelazione della "testimonianza" a Sem
  - Derdekeas affronta l'acqua per salvare lo Spirito
  - istruzioni finali a Sem
4. Parafrasi sulla "testimonianza" (32,27-34,16)
5. Ripresa della rivelazione di Derdekeas a Sem (34,16-41,20)
  - salvezza della razza di Sem
  - Derdekeas salvatore e rivelatore
  - il vincolo del battesimo impuro
  - fine della missione di Derdekeas sulla Terra
  - profezia sulla decapitazione della donna Rebouel
  - istruzioni a Sem sulla sua missione sulla Terra
6. Rivelazione di Sem (41,21-47,32)
  - ritorno di Sem sulla Terra
  - primo discorso escatologico di Derdekeas
  - ascesa di Sem alle sfere celesti dopo la sua morte
7. Ripresa della rivelazione di Derdekeas a Sem (47,32-49,9)
  - secondo discorso escatologico di Derdekeas
  - discorso finale a Sem

## Caratteristiche peculiari del trattato
Le caratteristiche peculiari del trattato, che lo distinguono dalle altre opere gnostiche, sono:
1. l'esistenza di tre potenze primordiali, che però non esistono sullo stesso livello;
2. il ruolo di Derdekeas, figlio o immagine della Luce, che svolge la funzione sia di salvatore che di rivelatore;
3. il ruolo di Sem, proveniente dallo Spirito non concepito;
4. la storia della salvezza che verte sull'imprigionamento e la liberazione dello Spirito invece che di Sem;
5. il ruolo positivo dei Sodomiti, che ricevono l'insegnamento di Sem;
6. i ruoli oscuri del demone Soldas e della donna Rebouel;
7. la "testimonianza" e la relativa parafrasi;
8. l'ascesa di Sem attraverso le sfere celesti;
9. la polemica contro il battesimo con acqua;
10. il ruolo prominente della componente escatologica, inusuale in un trattato gnostico;
11. l'uso di immagini sessuali.

## Cosmogonia
La cosmogonia presupposta dall'opera si basa sul triplice principio dell'universo: Luce infinita, Spirito e Oscurità.
All'apice della triade si colloca la Luce infinita, detta «Maestà», la quale non è altro che il Pensiero pieno di udito e parola. In posizione intermedia è lo Spirito, una luce pacifica e umile. In posizione inferiore è collocato Oscurità, un principio maschile definito come «vento nelle acque»; Oscurità è in possesso di Mente (il nous), che conserva avvolto in fiamme eterne (nel testo non si fa riferimento ad una sottrazione di Mente ad uno degli altri due principi). È possibile che questa suddivisione sia un richiamo all'inizio del primo capitolo del libro della Genesi, in cui è introdotta la luce, l'oscurità del caos acquatico e lo spirito di dio che vaga sulle acque oscure.
L'equilibrio presente in principio è dovuto alla netta separazione e alla non interazione tra i tre principi. L'inizio degli eventi è scatenato dal tentativo di Luce infinita di recuperare Mente da Oscurità. Oscurità di rivolta, e Spirito si accorge della sua esistenza; dopo che le acque si separano Oscurità si solleva verso Spirito col suo occhio, Mente, e quando Spirito si rivela a Oscurità perde parte della propria luce, che è acquisita da Mente.
La luce si rivela attraverso il proprio figlio, Derdekeas, che assume le sembianze di Spirito, dando inizio alla salvezza di Mente. Il Salvatore genera allora l'universo dalle acque, e parte di esso si trasforma in un gigantesco Ventre, che accoglie le fiamme eterne.
L'Oscurità continua ad opporsi allo Spirito e alla Mente, come pure ai figli di Sem, gli gnostici. È l'Oscurità a causare il diluvio universale e a tentare di distruggere Sodoma, che all'interno di questa visione è una città popolata da gnostici.